# Collesano
Collesano (Ulisanu in siciliano) è un comune italiano di 3 601 abitanti della città metropolitana di Palermo in Sicilia.
È sede del Museo dedicato alla competizione automobilistica Targa Florio, di cui costituiva uno dei passaggi principali.
Fa parte del Parco delle Madonie.

## Geografia fisica
Il centro abitato di Collesano sorge lungo il declive di un'ampia vallata posta ai piedi del rilievo carbonatico "Poggio Grotta del Signore" (897 m s.l.m.), delimitata da due torrenti, il Mora a nord e lo Zubbio ad ovest, entrambi confluenti a valle nel torrente Roccella.
Il territorio comunale, parte del quale ricade all'interno del Parco delle Madonie, si colloca sul versante nord-occidentale del gruppo montuoso delle Madonie occidentali. I rilievi che circondano il paese e ne caratterizzano il paesaggio con le loro peculiarità, morfologica e vegetazionale, sono: Monte Castellaro (1.656 m), monte Cucullo (1.311 m), Pizzo Giammarusa (1.064 m) e infine Monte d'Oro (808 m) che si erge isolato ad ovest del centro abitato.
Diverse sono le fasce di vegetazione, dalle quote più basse a quelle più elevate, con varietà di essenze arboree e arbustive.
- Alle quote più basse troviamo il tipico paesaggio agrario di oliveti, vigneti e agrumeti a cui si aggiungono i seminativi.
- Oltre i 600 metri s.l.m. È presente la macchia mediterranea che forma in alcuni casi anche il sottobosco dei querceti, costituito a queste quote da roverelle e sughere.
- Dai 600 ai 1.000 metri il sughereto viene via via sostituito dai lecceti, nel cui sottobosco troviamo specie di notevole interesse botanico quali felci, rose peonie, orchidee, insieme a ciclamini ed anemoni.
- Dai 1000 ai 1400 sui versanti settentrionali crescono querceti mesofili o pascoli con esemplari isolati di acero e rovere, sui versanti meridionali, più caldi il leccio si spinge in quota a lambire la faggeta.
- Al di sopra di 1.400 metri la specie arborea predominante è il faggio.

## Storia
Secondo Michele Amari, un primo insediamento urbano poterebbe corrispondere al sito citato dal geografo arabo Al Muqaddasi nel X secolo con il nome di Qal'at as-sirat (“rocca sulla retta via”). Nel sito è riscontrabile una frequentazione di epoca protostorica, come provano le ceramiche rinvenute in alcune grotte, datate al VII secolo a.C.
Dopo la conquista normanna, sotto il nome di Golisano, sorse l’attuale Collesano che divenne centro di un vasto feudo esteso tra il torrente Roccella e l'interno delle Madonie, inizialmente concesso a Rainolfo, nipote del gran conte Ruggero. Per volere di Ruggero II re di Sicilia il centro fortificato venne distrutto e ricostruito nel sito attuale, e dato in feudo ad Adelicia di Adernò, nipote del re (1140), ricordata nei documenti di età normanna anche come Adelicia de' Golisano.
La località è inoltre citata nel Libro di Ruggero del geografo arabo Idrisi, che lo descrive come un centro fortificato posto in altura, distrutto da Ruggero II. Il geografo scrive: "rocca sopra un colle scosceso ed elevato poggio, abbonda d'acque ed ha molte terre da seminare, alle quali sovrasta un alto e superbo monte; una volta sorgeavi un castello fortissimo e difendevolissimo [ne' cui dintorni poteano pascolare] pecore e buoi; ma il ridottato re Ruggiero ha fatto diroccare il castello e tramutar l'abitato nel sito dove è oggi".
Dal XIII secolo fu in possesso della famiglia Siracusa. Dopo il matrimonio di Berardo Siracusa, signore di Collesano, con Hilaria Ventimiglia Maniaci, figlia del primo conte di Geraci, Collesano venne incorporata nel territorio della contea e divenne centro del potere dei Ventimiglia sulle Madonie.
Appartenne nel tempo anche alle famiglie dei Centelles, dei Cardona, degli Aragona, dei Moncada e infine dei Ferrandina di Toledo, ultimi feudatari a detenere in centro prima dell'abolizione della feudalità in Sicilia (1812).
Tra i feudatari di Collesano furono:
- Adelicia Hauteville (1140)
- Paolo Cicala (1203-05)
- Andrea Cicala (ante 1245)
- Jean de Bullas (1270)
- Francesco Siracusa (1327)
- Berardo Siracusa (1334)
- Francesco I Ventimiglia (1337)
- Damiano I Palizzi (dopo il 1338)
- Giovanni Aragona
- Pietro Siracusa (1346)
- Francesco II Ventimiglia Maniaci
- Antonio Ventimiglia (1387)

## Clima
| Collesano           | Mesi | Mesi | Mesi | Mesi | Mesi | Mesi | Mesi | Mesi | Mesi | Mesi | Mesi | Mesi | Stagioni | Stagioni | Stagioni | Stagioni | Anno |
| Collesano           | Gen  | Feb  | Mar  | Apr  | Mag  | Giu  | Lug  | Ago  | Set  | Ott  | Nov  | Dic  | Inv      | Pri      | Est      | Aut      | Anno |
| ------------------- | ---- | ---- | ---- | ---- | ---- | ---- | ---- | ---- | ---- | ---- | ---- | ---- | -------- | -------- | -------- | -------- | ---- |
| T. max. media (°C)  | 10,8 | 11,3 | 12,9 | 15,5 | 20,4 | 24,8 | 27,9 | 28,0 | 24,6 | 19,8 | 15,7 | 12,2 | 11,4     | 16,3     | 26,9     | 20,0     | 18,7 |
| T. min. media (°C)  | 5,8  | 5,7  | 6,9  | 8,8  | 12,6 | 16,7 | 19,5 | 20,0 | 17,5 | 13,7 | 10,2 | 7,3  | 6,3      | 9,4      | 18,7     | 13,8     | 12,1 |
| Precipitazioni (mm) | 68   | 55   | 47   | 40   | 23   | 8    | 7    | 15   | 37   | 76   | 70   | 71   | 194      | 110      | 30       | 183      | 517  |

## Società

### Evoluzione demografica
Abitanti censiti

## Monumenti e luoghi d'interesse
Collesano è divisa in quattro quartieri storici: Bagherino, San Francesco, San Pietro e Santa Caterina.

### Architetture militari

#### Castello medievale
Edificato probabilmente in età normanna o sveva (XII-XIII sec.) si trova oggi in stato di rudere. Presenta uno schema a pianta quadrangolare con un'ampia corte interna, inglobata entro quattro torri angolari e mura spesse fino a due metri. Di esse rimane soltanto la torre di nord-est, posta accanto all'attuale ingresso e parzialmente inglobata in strutture di età moderna. Appartenuto via via ai vari conti di Collesano, tra i quali i Cicala, i Ventimiglia, i Centelles, i Cardona, gli Aragona, i Moncada e i Ferrandina, tutti appartenenti a grandi famiglie feudali e aristocratiche di origine soprattutto spagnola, venne trasformato in palazzo residenziale nella seconda metà del '500. Fu distrutto in seguito al terremoto dell'11 gennaio 1693, e dopo essere stato ancora abitato nel ‘700, fu utilizzato come carcere cittadino fino al 1819, quando un altro terremoto rese la struttura del tutto inagibile e quindi abbandonata. A partire dalla seconda metà dell'800, sulle mura del castello vennero addossate alcune costruzioni di civile abitazione, che andarono trasformando progressivamente la struttura in caseggiato urbano. Intorno ad esso sorse il primo quartiere di Collesano: Bagherino.

#### Torre di guardia
Sorta in origine come struttura isolata, venne annessa al fianco sinistro della Chiesa Madre nel corso della sua costruzione (XVI sec.), diventandone il campanile fino agli inizi del XX secolo. Risale probabilmente alla seconda metà del XII secolo e presenta una pianta quadrata, sviluppandosi su tre elevazioni, di cui nella seconda si apre un'elegante bifora poggiante su una colonnina con un capitello a crochet.

### Architetture civili

#### Palazzo municipale
È stato convento domenicano fino al 1869. Edificato, col concorso del comune, per iniziativa della contessa Susanna Gonzaga intorno alla metà del Cinquecento, l'edificio si arricchì di una seconda elevazione nel 1769. Nel 1882 venne ristrutturato su progetto dell'ingegnere Salemi Pace per essere adibito a Palazzo municipale e realizzata l'attuale facciata in stile neogotico.

#### Palazzo Fatta-Del Bosco
Edificato nella prima metà del Settecento, si trova in via Francesco Crispi, in pieno centro storico. Presenta una facciata in stile barocco su due elevazioni, ingentilita da un portale, da finestre e dalle mensole dei balconi in pietra intagliata, questi ultimi con ringhiere in ferro battuto dalla caratteristica forma "a petto d'oca". Annessa al Palazzo si trova la cappella privata, originariamente Chiesa di S. Maria Maddalena e poi oratorio di S. Maria dello Stellario, successivamente inglobata nelle fabbriche del Palazzo.

### Architetture religiose
- Chiesa Madre Basilica di San Pietro
- Chiesa dell'Annunziata Nuova (di San Domenico o del Rosario)
- Chiesa di San Giacomo
- Chiesa di Santa Maria di Gesù
- Chiesa di Santa Maria Assunta
- Chiesa dei Santi Sebastiano e Fabiano (o del Collegio)
- Chiesa di Santa Maria la Vecchia
- Chiesa dell'Annunziata Vecchia (o dei Cappuccini)
- Abbazia di Santa Maria del Pedale[7]

### Il sito archeologico e ambientale di Monte d'Oro

#### L'insediamento medievale
Nel sito di Monte d’Oro la presenza umana è attestata fin dall'antichità classica, come dimostra il ritrovamento in sito di alcuni reperti (soprattutto ceramici) riferibili ad epoca greco-romana, Nel XII secolo, prima del 1140 l'abitato venne distrutto e l'abbandono per volere di re Ruggero II. Il centro rimase parzialmente abitato ancora nel corso del XII secolo e venne del tutto abbandonato nel secolo seguente. Nel 1181 veniva già definito villa vetus (città vecchia).
In età moderna (XVI-XVIII secolo) l'antico abitato su Monte d'Oro venne identificato erroneamente dagli storici siciliani del tempo (Cluverio, Fazello) con le città di età classica di Paropo e di Alesa.
Nel 1972 il sito è stato oggetto di una breve campagna di scavo archeologico condotta dalla Soprintendenza per i beni archeologici della Sicilia occidentale durante la quale sono stati riportati alla luce una buona quantità di reperti, tra i quali un denaro databile ad età sveva (XIII secolo), una fibula in bronzo, una lucerna, e una notevole quantità di ceramica grezza da mensa e da conserva. I reperti sono conservati presso il Museo archeologico regionale Antonio Salinas di Palermo.

#### L'ambiente naturale
Dal punto di vista geologico Monte d'Oro è costituito da rocce appartenenti alla "formazione Crisanti", costituita da un'alternanza di marne, argilliti silicee, radiolariti, calciruditi, calcareniti e brecce calcaree risedimentate.
Strutturalmente il rilievo è caratterizzato da un pacco di strati inclinati verso nord-est e da un sistema di faglie che lo smembrano in blocchi mettendo in evidenza i corpi calcarei risedimentati della "formazione Crisanti" tra le rocce argillose del "flysch numidico".
Il calcare mostra i tipici segni dei processi carsici epigei quali doline, solchi, karren e strutture ipogee quali grotte e cavità sotterranee.
La vegetazione che oggi resiste ai frequenti incendi è distinguibile in tre categorie: macchie e boschi molto degradati (Quercetalia ilicis); rupi di alta e media quota; coltivi abbandonati (praterie, garighe e arbusteti di media ed alta quota).
La fauna presente, oltre ad annoverare la maggior parte dei vertebrati delle Madonie, si distingue per la presenza di uccelli quali la poiana, il gheppio, il grillaio, la coturnice siciliana ed il raro capovaccaio.

## Tradizioni e folclore

### Giovedì Santo
Il Giovedì Santo di Collesano è caratterizzato dai "Sepolcri" allestiti in tutte le chiese e il significativo momento della lavanda dei piedi in Chiesa Madre durante la messa in Coena Domini.

### Venerdì Santo
Il venerdì Santo rappresenta a Collesano, come un po' in tutto il territorio siciliano, un momento centrale all'interno della Settimana Santa. I riti previsti per quel giorno sono due: la Cerca al mattino e la processione della Morti e Passioni a sera. La Cerca è oggi rappresentata da una Via Crucis per le vie del paese, cui prendono parte la Confraternita del Santissimo Crocifisso e alcuni figuranti. I confrati sono vestiti con i tradizionali abiti con "cappuccio", che non lascia riconoscerne l'identità. Disposti in fila indiana e recanti in mano i segni della passione sono seguiti nella processione dal quadro di figuranti, che comprende il Cristo carico della Croce e attorniato di angioletti, alcuni soldati romani, Maria, Giovanni e le pie donne. Segue la banda e il popolo. Durante il tragitto il Cristo "cade" per tre volte. Anticamente tale rito si svolgeva nella notte tra il giovedì e il venerdì Santo, e i confrati, con fiaccole accese, effettuavano la visita ai Sepolcri allestiti nelle varie chiese, "cercando" il Signore. Da lì il nome della manifestazione.

### Processione "Morti e Passioni"
La sera del venerdì Santo ha luogo una seconda processione in cui partecipano tutte le confraternite. Vengono in essa recate le statue di San Giovanni evangelista e di Santa Maria Maddalena, il Cristo Morto nell'Urna, detto comunemente a Morti e Passioni, e il simulacro della Madonna Addolorata.

### Festa Patronale "Maria SS. dei Miracoli"
Festa di Maria ss. dei Miracoli patrona e avvocata del popolo collesanese. Si festeggia il 25- 26- 27 di maggio di ogni anno con la suggestiva *processione per le vie del paese giorno 26.
La tela, il cui tema è l'Annunciazione dell'Arcangelo Gabriele, risale probabilmente alla metà del Quattrocento; nel 1643 Giovanni Giacomo Lo Varco ne rinnovò i colori, ma, superando il suo ruolo di restauratore, aggiunse nella parte alta la figura di Dio Padre. La tela fu ulteriormente ritoccata nel 1907 dal pittore Ciofalo. Tra i due personaggi raffigurati è posto un vaso contenente tre gigli che simboleggiano la triplice verginità di Maria (che non fu persa né prima, né durante né dopo il parto).
Dal 2009, per la prima volta, la Processione è trasmessa ogni anno in streaming sul Web su Madonieventilive grazie all'iniziativa di Peppe Nicchitta e seguita in Diretta da centinaia di Collesanesi sparsi in tutto il mondo.

### Corpus Domini
Festa del Corpus Domini. Processione per le vie del centro abitato con la partecipazione di tutte le confraternite e con l'allestimento degli altari devozionali "l'artari" per le vie del paese.

### Sant'Antonio da Padova
Sant'Antonio da Padova, detto il Santo dei miracoli viene festeggiato il 13 giugno nella chiesa di Santa Maria di Gesù dei Frati Minori. La festa viene preceduta dalla tradizionale tredicina in onore del Santo ed il 13 giugno, in serata, si svolge la Solenne Processione per le vie del paese con il Simulacro e la Reliquia del Santo. È solito distribuire nei giorni della festa il pane benedetto, preparato dai devoti.

### SS. Crocifisso
Il SS. Crocifisso, compatrono della città di Collesano, si festeggia nella Chiesa di Santa Maria di Gesù il 14 settembre con la Solenne Processione per le vie del centro abitato e i suoi festeggiamenti sono preceduti dal tradizionale settenario.
Il Crocifisso di Fra' Umile Pintorno da Petralia, è una scultura lignea, realizzata intorno al 1635 ed è ubicata nella cappella sinistra dell'unica navata della Chiesa di S. Maria di Gesù.

### Santa Lucia Vergine Martire
Santa Lucia si festeggia nell'antica chiesa di Santa Maria Assunta il 13 dicembre. La festa e la devozione verso Santa Lucia hanno origini molto antiche. Nei giorni antecedenti la festa, al sorgere dell'alba si svolge la tredicina in preparazione alla festa, molto partecipata dal popolo collesanese. Nel giorno della festa è solito distribuire a tutti i devoti la "Cuccia", piatto tipico a base di grano e "l'ucchialeddi", biscotti a forma di occhi, che ricordano il martirio della Santa siracusana.

### San Vincenzo Ferreri
San Vincenzo Ferreri, "L'angelo dell'Apocalisse" si festeggia l'ultima domenica di luglio presso la chiesa di San Domenico e la sua festa è preceduta da un triduo. Questa festa ha origini antichissime, poiché in passato, gli agricoltori dopo la mietitura, rendevano grazie al Santo per aver ottenuto un abbondante raccolto. In questo periodo in paese sono presenti diverse manifestazioni.

### 'A Casazza
Rappresentazione teatrale itinerante della vita morte, passione e resurrezione di Gesù Cristo. Lo spettacolo, unico nel suo genere, è andato in scena a Collesano per la prima volta nel 1906, poi nel 1949, nel *1975, nel 1980 e l'ultima volta nel *1985. Queste ultime tre edizioni sono state dirette dal regista *Niccolò Accurso di Leo.

#### Confraternite
- Confraternita di Maria Santissima del Rosario (anno 1574)
- Confraternita del Santissimo Sacramento (XVII secolo)
- Confraternita del Santissimo Crocifisso (XVII secolo)
- Confraternita di Maria Santissima Immacolata (inizio del XVII secolo)
- Società Cattolica di San Giuseppe (fine del XIX secolo)
- Società di Sant'Antonio da Padova (metà del XX secolo)
- Società Cattolica di Maria Santissima dei Miracoli (anno 1947)

#### Etimologia
Il nome deriva dal toponimo genovese "Casazza" luogo dove si riunivano i Flagellanti in preghiera ed iniziare i loro riti penitenziali. In Sicilia nel 1500 con il termine Casazza si chiamavano tutte le processioni della Settimana Maggiore o Settimana Santa. Più tardi con la nascita del teatro liturgico il termine Casazza venne adottato anche per questo genere di rappresentazione.

#### Scenografia
La Casazza di Collesano si caratterizza per la complessa scenografia costituita da ben 33 quadri mobili ciascuno dei quali racconta, attraverso figuranti in costume, un episodio della vita di Gesù Cristo. La Casazza di Collesano prende spunto dal dramma sacro di Filippo Orioles: Il riscatto di Adamo nella morte di Gesù Cristo. Questo dramma ha subito nel tempo molteplici rivisitazioni ed adattamenti e certamente ha ispirato la nascita del teatro liturgico a Collesano dove tale genere di rappresentazione ha profonde radici.

#### Storia
A differenza dell'altra Casazza, la Cercha, che si svolge annualmente i Venerdì Santo sin dal 1667,la rappresentazione sacra collesanese data la sua complessità, che richiede anche un impegno economico e il coinvolgimento di un gran numero di attori e comparse, si svolge con discontinua periodicità. Nel corso del secolo XX la Casazza è stata messa in scena 5 volte.

## Libri su Collesano
- Collesano. La Basilica di S. Pietro di Rosario Termotto (1992)
- La ceramica di Collesano dal XVII secolo a oggi di T. Gambaro (2000)
- Il tesoro della Chiesa Madre di Collesano. Storia, arte, liturgia, fede di Marco Failla (2016)
- Collesano. Storia arte natura tradizioni di Marco Failla (2017)
- Collesano e la Targa Florio di Antonino Colombo (2020)

## Sport
È presente una squadra di calcio della "ASD Giovanile Collesano " la cui squadra maggiore affronta il campionato di 3ª categoria , annesse alla squadra maggiore , ci sono anche squadre giovanili . Oltre al tennis, un altro sport diffuso è la mountain bike portata avanti dalla "A.s.d. Madonie Bike", impegnata anche nel settore giovanile con la prima scuola realizzata in Sicilia. 

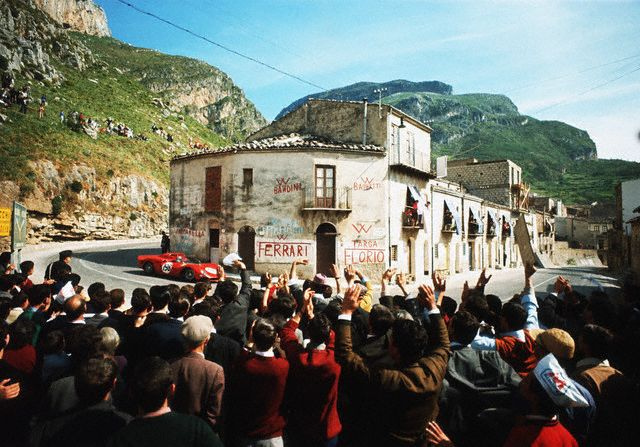
L'arrivo della Targa Florio a Collesano nel 1965

## Amministrazione
Di seguito è presentata una tabella relativa alle amministrazioni che si sono succedute in questo comune.
| Periodo           | Periodo           | Primo cittadino        | Partito                     | Carica              | Note  |
| ----------------- | ----------------- | ---------------------- | --------------------------- | ------------------- | ----- |
| 30 giugno 1988    | 9 febbraio 1991   | Giuseppe Sapienza      | Partito Socialista Italiano | Sindaco             | [ 8 ] |
| 9 febbraio 1991   | 23 gennaio 1992   | Antonino Colombo       | Democrazia Cristiana        | Sindaco             | [ 8 ] |
| 7 giugno 1993     | 11 marzo 1996     | Stefano Dolce          | lista civica                | Sindaco             | [ 8 ] |
| 11 aprile 1996    | 3 luglio 1996     | Ignazio Marinese       |                             | Comm. straordinario | [ 8 ] |
| 4 luglio 1996     | 17 aprile 2000    | Rosario Rotondi        | lista civica                | Sindaco             | [ 8 ] |
| 17 aprile 2000    | 17 maggio 2005    | Rosario Rotondi        | lista civica                | Sindaco             | [ 8 ] |
| 17 maggio 2005    | 23 settembre 2009 | Rosario Testaiuti      | centro-sinistra             | Sindaco             | [ 8 ] |
| 23 settembre 2009 | 1º giugno 2010    | Nicolò La Barbera      |                             | Comm. straordinario | [ 8 ] |
| 1º giugno 2010    | in carica         | Giovanni Battista Meli | lista civica                | Sindaco             | [ 8 ] |

### Gemellaggi
- Oliveto Citra[senza fonte]